# Stictolejeunea balfourii
Stictolejeunea balfourii là một loài Rêu trong họ Lejeuneaceae. Loài này được (Mitt.) E.W. Jones miêu tả khoa học đầu tiên năm 1976.